# عثمان‌پاشا اوزدمر اوغلی

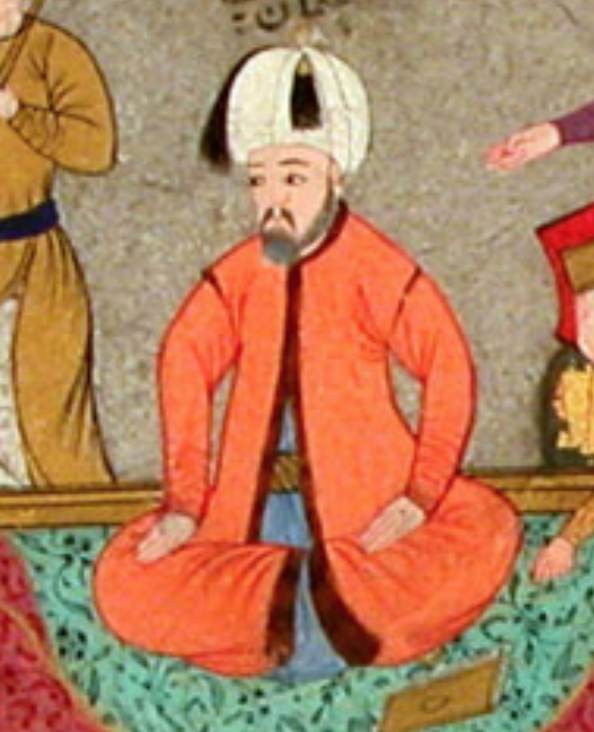
عثمان پاشا۱۵۲۷-۱۵۸۵

عثمان‌پاشا اوزدمر اوغلی (به ترکی استانبولی: Özdemiroğlu Osman Paşa) (زاده ۱۵۲۷ درگذشته ۱۵۸۵) از صدراعظم‌های مراد سوم عثمانی بود.

## جنگ چلدر و حمله به شروان
پس از فتح شروان توسط مصطفی پاشا در جنگ چلدر، وی عثمان‌پاشا اوزدمر اوغلی از سرداران ترک را به حکومت آنجا منصوب کرد. پس از آن در جنگی که بین سپاه عثمانی و ایرانی، در نزدیکی قلعه شماخی در گرفت، عثمان‌پاشا اوزدمر اوغلی (حاکم جدید عثمانی شروان) قلعه شماخی را رها کرد و به دربند عقب‌نشینی کرد.
پیش از حمله تاتارها به شروان در سال ۱۵۷۹، عثمان‌پاشا اوزدمر اوغلی، حکام داغستان و طوایف لزگی و سرداران تاتار را نیز به ترکتازی در شروان و قراباغ تحریک می‌کرد که نهایتاً" منجر به حمله تاتارها به شروان در آن سال گردید. بعد از این تهاجم، عثمان‌پاشا اوزدمر اوغلی با استفاده از شرایط به وجود آموده، قلعه بادکوبه (باکو) را تصرف کرد و از دست ایران خارج نمود.

## گریختن عثمان‌پاشا
سلطان مراد سوم سلطان عثمانی چون در سال ۹۸۷ قمری (۱۵۷۹ میلادی) خبر یافت که سرزمین شروان بار دیگر به دست سپاهیان قزلباش افتاده و عثمان پاشا به قلعه دربند (دمور قاپا) گریخته و عادل‌گرای خان تاتار گرفتار گشته است، مصطفی پاشا (لله پاشا) را از فرماندهی سپاه عثمانی معزول ساخت و سنان پاشا از سرداران عثمانی را به جای وی منصوب کرد.